# Bernard Werber
Œuvres principales
- Les Fourmis (1991)
- L'Arbre des possibles (2002)
- Nos amis les Terriens (2007)
- Le Cycle des dieux (1994-2007)

Bernard Werber (/bɛʁ.naʁ vɛʁ.bɛʁ/), né le 18 septembre 1961 à Toulouse, est un écrivain français. Il est notamment connu pour sa trilogie des Fourmis.
Son œuvre, traduite dans une trentaine de langues, fait se rencontrer spiritualité, science-fiction, polar, biologie, mythologie, etc. L'auteur qualifie parfois son style de « philosophie-fiction ».

## Biographie

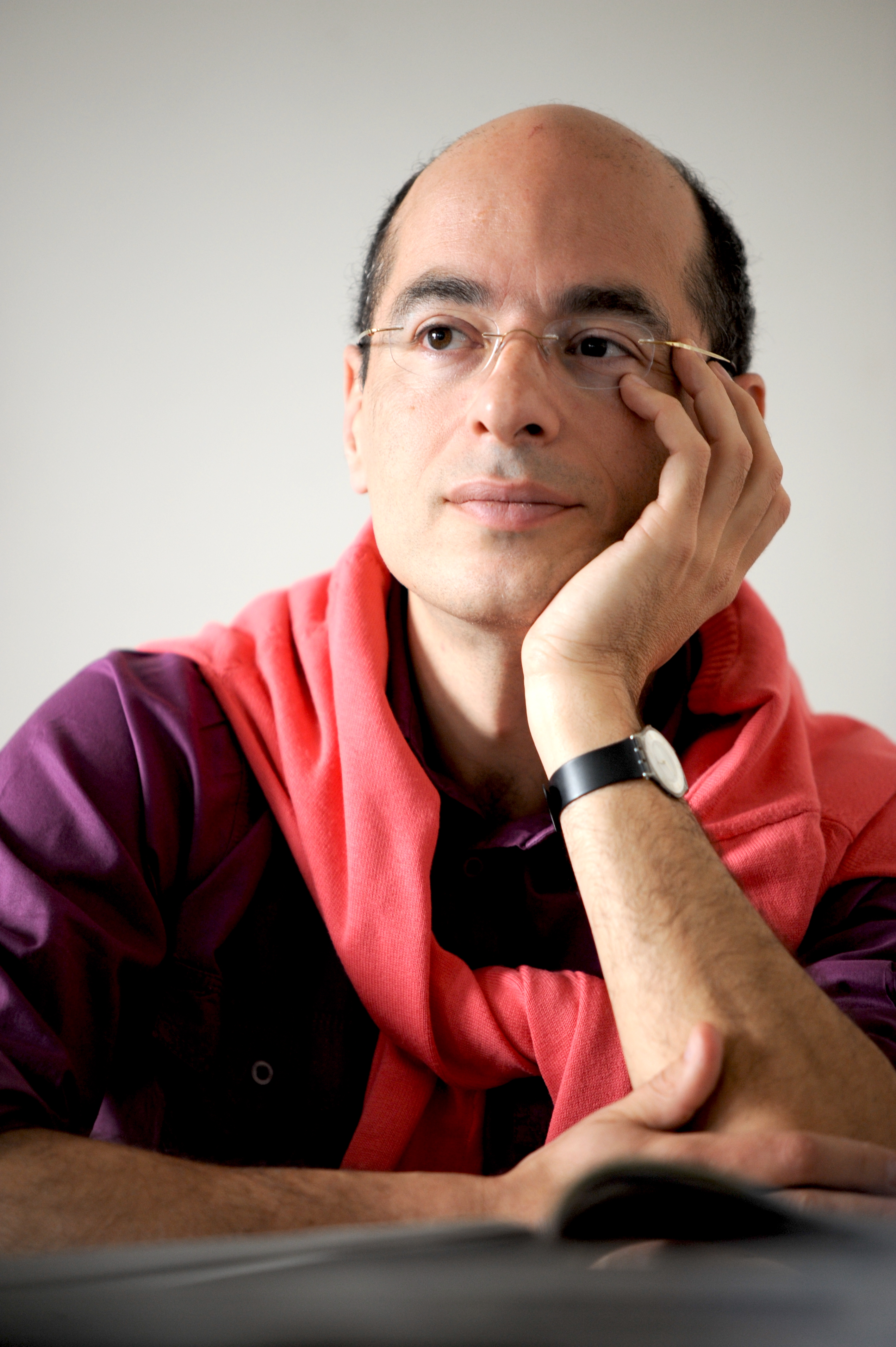
Bernard Werber, le 15 avril 2009 à Paris.

Bernard Werber est né à Toulouse le 18 septembre 1961.
Très tôt, il s'intéresse au dessin mais c'est à l'écriture qu'il excelle. Élève moyen, il a des difficultés en piano et en sport.
Après douze ans de travail et des dizaines de refus auprès des maisons d'édition, son premier roman Les Fourmis est édité en mars 1991.
En 1993, le Jour des fourmis obtient le prix des lectrices du magazine Elle. Bernard Werber souhaite approfondir le thème de la vie après la mort, en rédigeant Les Thanatonautes (inspiré du Livre des morts tibétain et du livre des morts égyptien). Son livre sort en février.
En 1996 sort La Révolution des fourmis.
En octobre 1998, il sort son roman Le Père de nos pères et le jeu vidéo des fourmis est édité par Microids. La bande dessinée en trois albums Exit est également publiée.
Après deux ans d’écriture, Bernard Werber rédige L'Empire des anges qui est la suite directe des Thanatonautes. L'Empire des anges se classe no 1 des ventes dès avril 2000.
L'année 2001 est consacrée à la rédaction de L'Ultime Secret. À la suite de la publication de L'Arbre des possibles, il lance le site Web du même nom, un « projet pour rechercher ou imaginer les futurs possibles de l’humanité ». En 2002 en Corée, L'arbre des possibles reste numéro 1 pendant trois mois.
Octobre 2003 : sortie de la pièce de théâtre Nos amis les humains qui sera jouée pendant un an à la Comédie Bastille. Bernard Werber écrit un nouveau roman : Nous les Dieux. Le livre sort en octobre 2004.
En 2010, il publie Le Rire du cyclope. Il commence à réfléchir à une saga de 7 romans qui s'intituleraient Troisième Humanité.[réf. nécessaire] Le premier tome éponyme paraît en 2012. Le second les Micro-Humains sort l'année suivante. Finalement, le troisième volet La Voix de la Terre sort en 2014 et met un terme à la saga.
En 2016, le roman Demain les chats est publié; premier d'une trilogie.
En 2017, Bernard Werber rédige Depuis L’au-delà sous l’influence de deux médiums : Monique Parent Baccan et Patricia Darré.
L'année suivante en 2018, il écrit La Boîte de Pandore, en romançant ses expériences d'exploration des vies antérieures sous hypnose régressive.
En 2019, un second roman Sa Majesté des chats est édité, suivi de près par L'Encyclopédie du savoir relatif et absolu des chats. En 2020, le dernier tome de la trilogie des chats La Planète des chats est publié.
En 2021, il publie La Prophétie des abeilles, suite directe de La Boîte de Pandore.
Ses œuvres ont été traduites en trente-cinq langues. Avec 30 millions d’exemplaires vendus dans le monde, Bernard Werber est, avec Marc Levy, l'un des auteurs français contemporains les plus lus au monde. Il est même considéré comme une star en Corée du Sud, pays où il vend davantage qu'en France, et a reçu un accueil très enthousiaste en Russie.
En avril 2022, il a été nommé officier des Arts et des Lettres.
Depuis le 30 août 2023, il présente chaque mercredi à 7 h 55 « Le biais de Bernard Werber » sur France Culture : des chroniques posant un regard sur l’évolution de notre époque, un regard décalé sur l’actualité et ce jusqu'au 26 juin 2024.

## Écriture

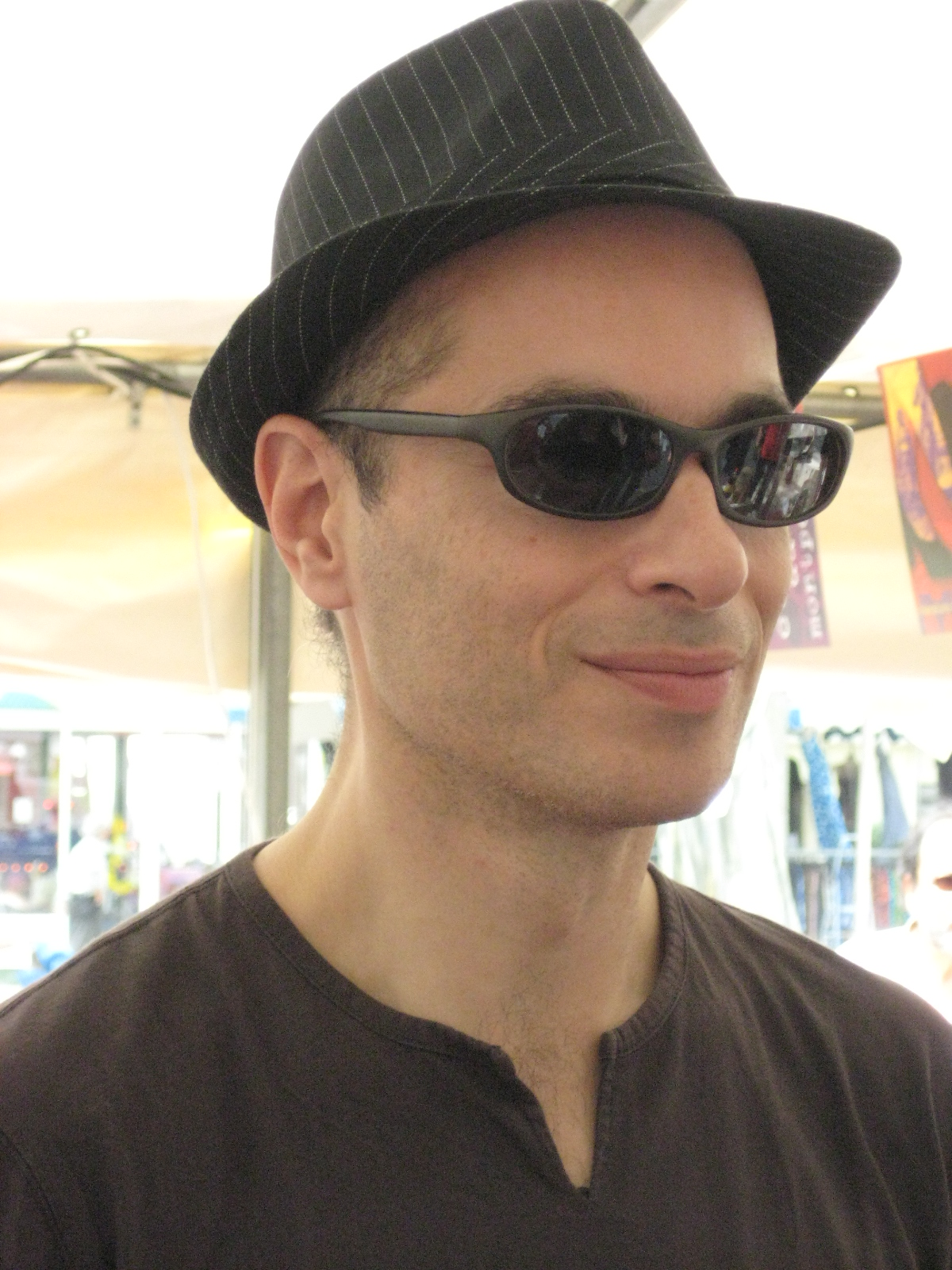
Bernard Werber, à « La Comédie du livre » de Montpellier, 23 mai 2009.

D'après Le Parisien, son style d’écriture mêle différents genres, notamment la saga d’aventure, la science-fiction de l’entre-deux-guerres et le conte philosophique. L'ethnologue Claudie Voisenat souligne cependant que la plupart des lecteurs « récusent l’étiquette science-fiction souvent attachée à ses livres », que Werber lui-même qualifie son style de « philosophie-fiction », et qu'il « nie véhiculer des idées proches de celles du New Age ». Elle note enfin qu'un certain nombre de ses lecteurs ont « commencé des lectures plus directement ésotériques après avoir lu les Thanatonautes ou L’Empire des anges ».
Dans la plupart de ses romans, Bernard Werber utilise la même forme de construction, alternant des articles informatifs d’encyclopédie et deux ou trois fils narratifs. Les articles précisent ou élargissent les intrigues, ces deux dernières se recoupant épisodiquement.
De plus, toutes ses productions, comme ses romans et ses nouvelles, s’entrecroisent. On retrouve ainsi des personnages comme Edmond Wells à la fois dans la trilogie des Fourmis et dans L'Empire des anges, mais également des thèmes récurrents, comme « l’Arbre des possibles » d’Isidore Katzenberg, ou encore le roman Nous les dieux, reprenant des éléments de la nouvelle L’École des jeunes dieux.
Dans deux romans, Bernard Werber décrit des auteurs de littérature. Ainsi sont présentés des auteurs qui, à la fin de leur vie, écrivent un dernier livre qui donne un sens à l’œuvre entière de Werber. En ayant préalablement noté une certaine similitude des personnages, des thèmes et du style de son œuvre, on peut en conclure qu'il essaye de donner une certaine cohérence aux idées qu’il développe.
Depuis 1996, Bernard Werber a décidé de sortir un livre par an, chaque début d'octobre. Il s'agit systématiquement de romans, avec à ce jour[Quand ?] deux exceptions : 1999 et 2011, où ne sont sorties que des bandes dessinées. Après la rentrée littéraire, l’objectif est de « proposer au public autre chose que de possibles prix Goncourt ».
Bernard Werber est membre d'honneur de l'Institut de recherche sur les expériences extraordinaires (INREES), une association ayant pour vocation la sensibilisation des professionnels en santé mentale, des médecins et des soignants en général, aux expériences extraordinaires ou inhabituelles.

« Il est temps de sortir des clivages bipolaires habituels avec un monde officiel et un monde irrationnel. Il y a des faits, il y a des événements et il importe d’en parler normalement sans passion, ni exclusion systématique. Le monde n’est pas dans une simple dichotomie « j’y crois — j’y crois pas ». Il y a la place pour une troisième voie qu’on pourrait résumer à une phrase : « je ne peux pas encore l’expliquer mais ça ne m’empêche pas d’y réfléchir et de voir si cela ne pourrait pas avoir une utilité. » »

— Bernard Werber, Soutien à l'INREES
Cette approche se reflète dans le contenu de ses romans[Interprétation personnelle ?], tels que par exemple Les Thanatonautes qui propose une version spiritualiste des expériences de mort imminente, ou encore Nos amis les humains (une pièce de théâtre) qui raconte un récit d’enlèvements par les extraterrestres. La science, le paranormal et la spiritualité influencent ainsi nombre de ses romans.

### Accueil critique
Bernard Werber est l'un des auteurs français les plus lus dans le monde. Il est particulièrement populaire en Corée du Sud où un sondage l'a placé en deuxième position des auteurs étrangers les plus appréciés. L'Écho républicain dit de lui qu'il est un « auteur au succès incontesté ».
Néanmoins, son œuvre est peu commentée par la critique. Il lui est reproché, selon L'Express, « une écriture rapide, brutale, qui vise l'efficacité au détriment du style mais qui trop souvent bascule dans le simplisme et les clichés ».
En particulier, certains critiques reprochent à ses romans de science-fiction de présenter certains concepts d'apparence scientifique comme des certitudes alors que ce n'est pas le cas. D'autres critiques assimilent la futurologie à de la pseudo-science, l’œuvre intitulée L'Arbre des possibles y étant définie comme un recueil de nouvelles de science-fiction.
Fin juin 2020, il parraine l'édition 2020 de la fête de la science. Il appelle à la mesure au sujet du Covid-19 : « En tant que journaliste scientifique j’ai le sentiment qu’il me manque des informations, donc je suis très attentif à tout ce qui sort comme informations, notamment du reste du monde. Je pense qu’en France on n’a qu’une impression parcellaire ». En raison de son rapport à la spiritualité, le sociologue Gérald Bronner estime toutefois que « les pouvoirs publics donnent une légitimité scientifique à ses thèses sur la réincarnation ou l'hypnose régressive ».
Certaines critiques dépassent le simple scepticisme. La petite revue spécialisée en littératures de l'imaginaire Bifrost est ainsi particulièrement négative.
D'autres critiques sont au contraire très laudatifs : François Busnel, dans sa chronique du 14 novembre 2012 dans L'Express, qualifie ainsi Bernard Werber de « visionnaire dont nous avons besoin ». Aujourd'hui en France le qualifie de « Jules Verne moderne » dans son dossier Dans l'intimité de Werber du 4 octobre 2012.

## Spectacle V.I.E
En septembre 2016, Bernard Werber monte sur scène au théâtre des feux de la rampe pour un spectacle de conteur. En novembre 2019, ce spectacle va évoluer pour devenir de plus en plus interactif avec la salle sous forme de méditations guidées. En Janvier 2020, ce spectacle prend le nom de « Voyage Intérieur »,. Il est joué à Paris au théâtre des Trois Baudets accompagné de la harpiste Francoeur. Puis en septembre 2022, c'est joué au théâtre de la Gaîté Montparnasse. Il s’agit de 4 méditations guidées où toute la salle est invitée à fermer les yeux, à écouter la musique et à visualiser des scènes du passé, du présent et du futur.
À partir de septembre 2023 le spectacle change de nom pour se nommer V.I.E (initiales de Voyage intérieur expérimental) et de mise en scène pour bénéficier des effets vidéo de Thomas Bouvard et des effets de lumières de Gildas Le Gurun qui viennent s'ajouter aux performances à la harpe de Vanessa Francœur.
En avril 2024 le spectacle joue en dehors de la France en Suisse durant le festival de Morges et au Canada à Montréal au théâtre d'Outremont où là encore la salle est comble.

## Symbolique
Bernard Werber utilise diverses symboliques dans ses livres. Les animaux comme les dauphins, les rats ou les fourmis sont représentés comme des animaux intelligents. La symbolique des chiffres tient également une grande place et, selon la façon dont ils sont expliqués, ils reflètent « le stade de l’évolution de l’âme ». C'est notamment durant la lecture du cycle des Dieux, dans lequel les apprentis-dieux vont se retrouver chargés de guider un groupe d'humains qui vont se choisir un animal-totem, que l'on se rend compte à quel point Bernard Werber donne une signification implicite aux animaux,.

## Décoration
- Officier de l'ordre des Arts et des Lettres (2022)

## Œuvres

### Livres

#### Romans

##### Cycle des Fourmis
- Les Fourmis, 1991, prix des lecteurs de Sciences et Avenir. Ce livre est son plus grand succès : il s’est vendu à plus de 20 millions d’exemplaires et a été traduit dans plus de trente langues.
- Le Jour des fourmis, 1992, Grand prix des lectrices de Elle.
- La Révolution des fourmis, 1996.

##### Pentalogie du ciel: Cycle des anges
- Les Thanatonautes[37], 1994.
- L'Empire des anges, 2000.

##### Pentalogie du ciel: Cycle des dieux
Cette trilogie fait directement suite au Cycle des anges.
- Nous les dieux, 5 octobre 2004.
- Le Souffle des dieux, 5 octobre 2005.
- Le Mystère des dieux, 3 octobre 2007.

##### Cycle Aventuriers de la science
- Le Père de nos pères, 1998.
- L'Ultime Secret, 2001.
- Le Rire du cyclope, 2010.

##### Cycle Troisième Humanité
- Troisième Humanité, 3 octobre 2012.
- Les Micro-Humains, 2 octobre 2013.
- La Voix de la Terre, 1er octobre 2014.

##### Cycle des chats
- Demain les chats, 3 octobre 2016.
- Sa Majesté des chats, 26 septembre 2019.
- La Planète des chats, 30 septembre 2020.

##### Cycle de Pandore
- La Boîte de Pandore, 26 septembre 2018.
- La Prophétie des abeilles, 29 septembre 2021.
- La Valse des âmes, 25 septembre 2024.

##### Romans indépendants
- Le Papillon des étoiles, 3 octobre 2006.
- Le Miroir de Cassandre, 1er octobre 2009.
- Le Sixième Sommeil, 30 septembre 2015.
- Depuis l'au-delà, 4 octobre 2017.
- La Diagonale des Reines, 26 septembre 2022.
- Le Temps des Chimères, 27 septembre 2023.

#### Nouvelles
- Leçon de choses[38], 1992.
- Chaque jour est un nouveau combat[39], 1996.
- L'école des jeunes dieux, dans C'est la rentrée ! : 16 écrivains racontent.... Paris : EJL, coll. "Librio", suppl. à Libération du 4 septembre 1997, p. 73-85.
- Le Conte à rebours[40], 1998.
- Le Bouffon du 20 heures[41], 2000.
- L'Ami silencieux[42], 2001.
- L'Arbre des possibles, 2002, recueil.
- Le Trésor de l'île des visionnaires[43], 2004.
- Souvenirs d'un monde merveilleux[44], 2007.
- Le Crépuscule des libraires[45], 2008.
- Paradis sur mesure, 2008, recueil.
- C'était mieux avant[46], 2010.
- La Montre karmique[47], 2011.
- Les Robots se cachent pour mourir[48], 2014.
- Langouste blues[49], 2014.
- Jumeaux trop jumeaux[50], 2015.
- La Cité de tous les avenirs[51], 2018.
- Homo confinus in La nouvelle du lendemain, anthologie numérique organisée pendant le confinement par la Ligue de l’Imaginaire, le festival Lisle noir et Cultura (2020)[52]
- Les Robinsons de l'amour in Le Pire des Noëls, éditions Le livre de poche (2024)

#### Livres expérimentaux
- L'Encyclopédie du savoir relatif et absolu, 1993.
- Le Livre du voyage, 1997, prix des lecteurs du « Livre de Poche ».
- Le Livre secret des fourmis, 2003.
- Nos amis les Terriens, petit guide de découverte, 2007, album d'après le long métrage Nos amis les Terriens.
- Nouvelle Encyclopédie du savoir relatif et absolu, 2009.
- Voyage au cœur du vivant, 2011, album.
- L'Encyclopédie du savoir relatif et absolu : Livres I à XI et suppléments (Albin Michel, 2018).
- L'Encyclopédie du savoir relatif et absolu des chats  (Albin Michel, 2019).
- Mémoires d'une fourmi (autobiographie), Albin Michel, 2022.

#### Bandes dessinées
- Les Fourmis, avec Patrice Serres (dessin), 1994, "l'Écho des savanes" : Albin Michel  (ISBN 2-226-07562-3)[53]
- Exit[54]
  - 1. Contact, avec Alain Mounier (dessin) et Walter Pezzali (couleurs), 1999, Glénat  (ISBN 2-226-10451-8)
  - 2. Le Deuxième Cercle, avec Alain Mounier (dessin) et Sophie Dumas (couleurs), 2000, Glénat  (ISBN 2-226-11474-2)
  - 3. Jusqu'au dernier souffle, avec Eric Puech (dessin) et Sophie Dumas (couleurs), 2002, Glénat  (ISBN 2-226-12542-6)
- Les Enfants d'Ève
  - 1. Genèse, avec Éric Puech (dessin, couleurs), 2005, Albin Michel  (ISBN 2-226-15802-2)[55]
- Les Thanatonautes, adaptation du roman par Corbeyran (adaptation du scénario) et Pierre Taranzano (dessin)[56]
  - 1. Le Temps des bricoleurs, 2011, Glénat  (ISBN 978-2-7234-7862-5)
  - 2. Le Temps des pionniers, 2012, Glénat  (ISBN 978-2-7234-8872-3)
  - 3. Le Temps des professionnels, 2014, Glénat  (ISBN 978-2-7234-9291-1)
- Demain les chats, adaptation du roman par PoG (adaptation du scénario) et Naïs Quin (dessin et couleurs), 2021, Albin Michel  (ISBN 9782226449306)[57]
- Sa majesté des chats, adaptation du roman par PoG (adaptation du scénario) et Naïs Quin (dessin et couleurs), 2022, Albin Michel  (ISBN 9782253078531)[58]

### CD
- Bernard Werber, le conteur du futur (un CD), 2010.
- L'Éveilleur (deux CD audio), 2010.

### Films
- La Reine de nacre (court métrage, 15 min), 2001.
- Les Humains (court métrage, 9 min), 2003.
- Nos amis les Terriens, long métrage produit par Claude Lelouch, sorti le 18 avril 2007.
- À dormir debout (court métrage), 2016.

### Pièces de théâtre
- Nos amis les humains, 2003 mise en scène en 2004 par Jean-Christophe Barc et interprétée par Audrey Dana et Jean-Christophe Barc. La captation a été effectuée le mercredi 7 décembre 2005 à Annonay.
- Bienvenue au paradis, publication le 6 mai 2015, mise en scène en 2011 par Jean-Christophe Barc interprétée par Thierry Liagre. La captation a été effectuée le jeudi 3 mars 2011 à Bordeaux.

### Peintures
Bernard Werber a peint quelques tableaux, présentés sur son site officiel.
- Et si on s'arrêtait là pour dormir ?, février 1995.
- Accouchement sans douleur, avril 1995.
- En avant pour de nouvelles aventures, avril 1995.
- Ouro Boros, l'infini guette les villes, mai 1995.
- Le Dieu poisson fait des vagues, juin 1995.
- Berechit, août 1995.
- Un lapin ambitieux, mai 1997.
- La réalité, juillet 1997.
- Derrière les apparences, juillet 2002.
- Envol de nuit, août 2005.

### Préfaces
- L'Homme végétal — Pour une autonomie du vivant de Gérard Nissim Amzallag, Albin Michel, 2003.
- Gaïa — Carnets secrets de la planète bleue d'Alan Simon, Éditions du Seuil, 2003.
- L'Habit bleu du doute — Dictionnaire de pensées drôlement utiles ! de Gustave Parking, Éditions Altal, 2006.
- La Poulpe attitude — Et si vous utilisiez votre intuition pour prendre les bonnes décisions ? de Christophe Haag, Michel Lafon, 2011.
- De flic à médium - Mon quotidien avec les esprits, de Virginie Lefebvre et Vivianne Perret, Michel Lafon, 2018.
- Pour une poignée de Koumalks, de Sellig.
- L'outre-Blanc, d'Oksana et Gil Prou.
- Philippe K. Dick l'homme qui changea le futur, Anthony Peak.
- Les secrets des mentalistes, Pascal Le Guern et Tibor le mentaliste.
- Votre attention est votre superpouvoir de Fabien Olicard, First Édition, 2024

### Autres
- Idée originale du court métrage Tueurs de petits poissons réalisé par Alexandre Gavras en 1998.
- Réalisation du clip Pour les âmes pour les Hommes de Maurane en 2000.
- Second rôle dans le court métrage Le Lion volatil[60] réalisé par Agnès Varda en 2003.
- Co-écriture de la chanson La Saga des gnous en 2005, sur l’album Longtemps de Louis Bertignac, ancien membre de Téléphone.
- Apparition dans le documentaire Suck my Geek de 2007 sur Canal+.
- Apparition dans Roman de gare, long métrage produit par Claude Lelouch sorti le 27 juin 2007, dans son propre rôle lors de l'émission littéraire fictive Tournez la page.
- Apparition dans La dernière série avant la fin du monde en 2012 au sixième épisode[61].
- Apparition dans Sciences/Fiction, documentaire Cinéma (52 min) de Jacinto Carvalho et Jérémy Fauchoux en 2016.
- PTDR: pour un thérapie du rire, avec Mamouz, Mathieu Demy, Caroline de Maigret, Adèle Van Reeth, et Delphine Horvilleur, éditions Jouvence, 2021[62],[63],[64]  (ISBN 978-2889535002)
- Participe au jeu Les Traîtres sur M6 durant l'été 2022.

### Sur son œuvre
- Jeu PC : Les Fourmis, par Microïds (2000, add-on : Les Fourmis : Les Guerres de l'Ouest).
- Étude sur Les Fourmis : Gilbert Millet, Étude sur Bernard Werber, Les fourmis, Paris, Éditions Ellipses Marketing, 2007, 144 p. (ISBN 978-2729830229).
- Biographie : Anne Martinetti, Bernard Werber : le roi des fourmis, Paris, Gutenberg, 20 mai 2009, 384 p. (ISBN 978-2352360476).
- Roman : Nicolas Gramain, La Fourmilière, Paris, Atramenta, 1er avril 2014, 144 p. (ISBN 978-952-273-376-4)[65].
- Biographie : Jeremy Guerineau, Bernard Werber : les fourmis trente ans après, Bruxelles, Lamiroy, 1er février 2021, 45 p. (ISBN 978-2875954268)[66].